# Coughran Peak
Der Coughran Peak ist ein 1700 m hoher Berggipfel auf der antarktischen Ross-Insel. Er ragt am östlichen Ende des Guardrail Ridge in den Kyle Hills auf.
Das Advisory Committee on Antarctic Names benannte ihn im Jahr 2000 nach William A. Coughran, ein Mitarbeiter des United States Antarctic Program, der ab 1984 in 14 Kampagnen auf der Amundsen-Scott-Südpolstation und auf der McMurdo-Station tätig war.